# Senusret I

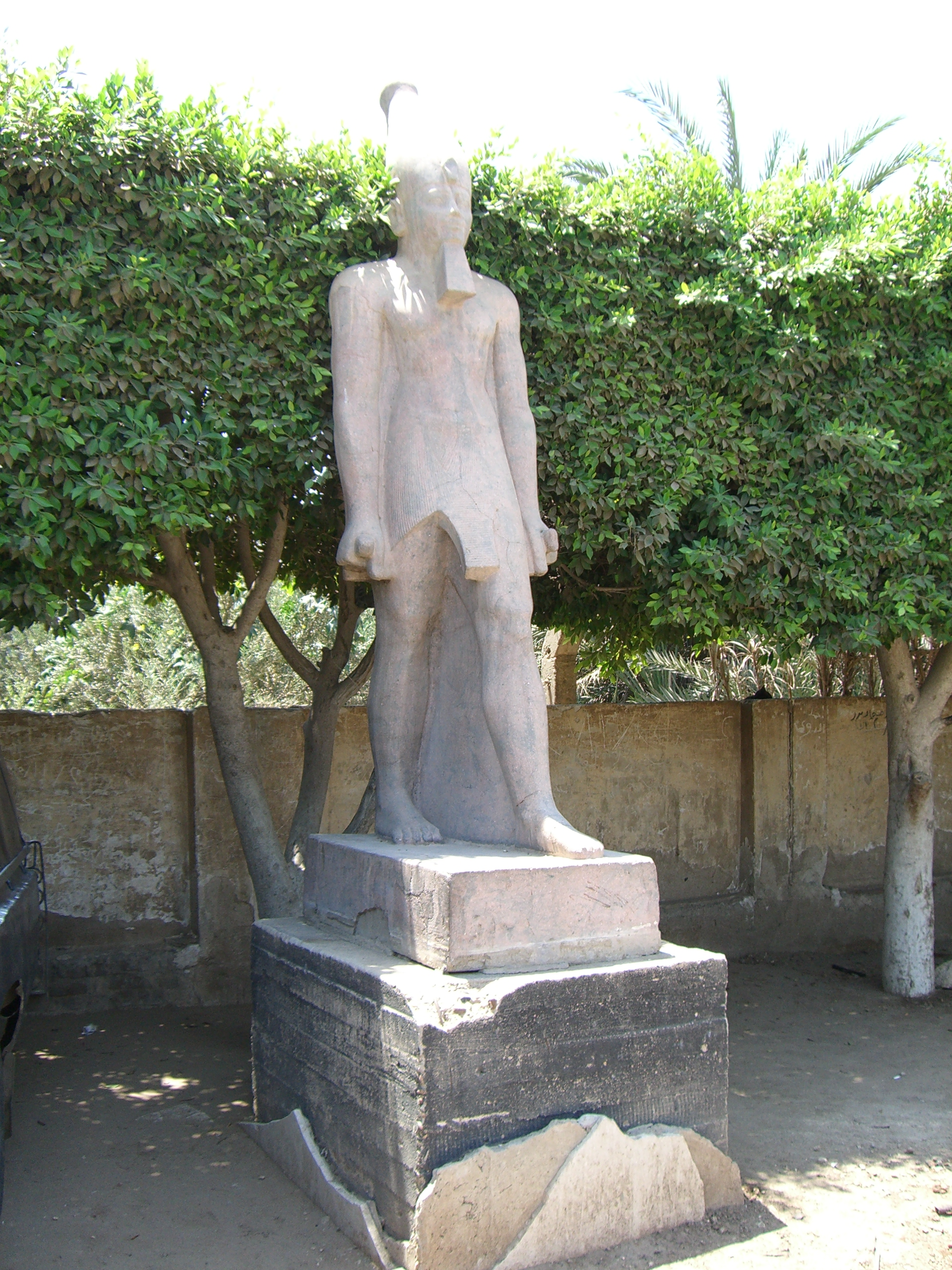
Estàtua representant a Senusret I

Senusret I, Senwosret I o Sesostris I fou el segon faraó de la dinastia XII d'Egipte (c. 1960/1955 aC - 1925/1920 aC). Noms alternatius són: Ankhmestu, Enkhmosut, Kheperkara, Khopirkere, Khopirkeresanousrit, Sanouasrit, Sanousrit, Senuseret, Senusrit, Senwosret, Sesonchosis, Sesostris, Sesusri, Userten, Usertes, Usertsen, Usertsennes i Usortasen. Fou fill d'Amenemhet I, al qual va succeir quan fou assassinat mentre el príncep era en campanya contra els libis. Senusret va deixar la campanya i va retornar immediatament a Lisht, on la seva condició de corregent, associat al seu pare, es va imposar i la conspiració no va tenir èxit. Senusret fou reconegut com a únic rei sense aparent dificultat.
Senusret era el seu nom Sa Ra o de naixement, segurament com el seu avi; el nom volia dir 'L'home de la dea Wosret'. El seu nom d'Horus, Horus d'or i Nebty fou Ankhmesut; i el seu nom Netsu Bity fou Kheperkare ('L'ànima de Ra va allà on soc').
La seva mare fou probablement Neferytotenen (Nefrutoteen, Nefrytatenen), la dona principal del seu pare o almenys una de les dones principals. Es va casar amb la seva germanastra Neferu III, que fou la mare d'Amenemhet II, el seu fill i successor.
Com el seu pare havia fet amb ell, va fer corregent el seu fill Amenemhet II, però la data fou només uns tres anys abans de morir. La corregència fou esmentada en una estela coneguda com a estela de Simontu, que és actualment al Museu Britànic. Per la seva piràmide, se sap també que va tenir una dona o filla anomenada Itakiet; probablement, va tenir altres dones i filles. Entre aquestes darreres, Neferusobek, Neferuptah i Nenseddjedet.
El seu regnat, es creu que va durar uns trenta-quatre anys (vers 1960/1955 aC fins a 1925/1920 aC), però és possible que en aquest temps no estigui comptat el període en què va governar junt amb el seu pare (entre 3 i 10 anys). En aquest temps, el país era ric i el mineral (or, principalment) arribava contínuament i es produïa joieria de qualitat, alguns exemples de la qual s'han trobat a les tombes de dones a Dashur i Lahun. L'ametista, turquesa, coure i altres metalls usats en joieria i escultura eren buscats arreu. Però, una carta d'un granger de nom Hakanakhte a la seva família dona notícia que, en el seu regnat, hi va haver moments de fam, cosa que també està confirmada per una inscripció del nomarca Amenemhat a Beni Hasan. Va seguir la política paterna i va continuar l'expansió a Núbia. En el seu desè any de regnat, va enviar una expedició a aquest país, i vuit anys després una altra que va arribar a la segona cascada del Nil; el seu general Mentuhotep va arribar encara més enllà. Senusret va decidir establir la frontera a la fortalesa de Buhen, prop de la segona cascada, on va instal·lar una guarnició i on va quedar una estela commemorativa de la victòria. En total, va deixar establertes tretze fortaleses (algunes ja construïdes pel seu pare) i va estendre la seva influència fins a la tercera cascada del Nil, i s'han trobat inscripcions del seu regnat a l'illa d'Argo, al nord de la moderna Dòngola.
Els oasis occidentals, amenaçats pels libis, foren protegits per Senusret, que en una sèrie de campanyes militars va establir el control sobre aquests oasis i en va expulsar els libis. Alguna de les expedicions, les va dirigir personalment.
En canvi, en direcció a l'est, cap al sud de Palestina, va canviar de política i va buscar una relació estable comercial i diplomàtica; les caravanes podrien passar entre Síria i Egipte per a tota mena d'intercanvis comercials.

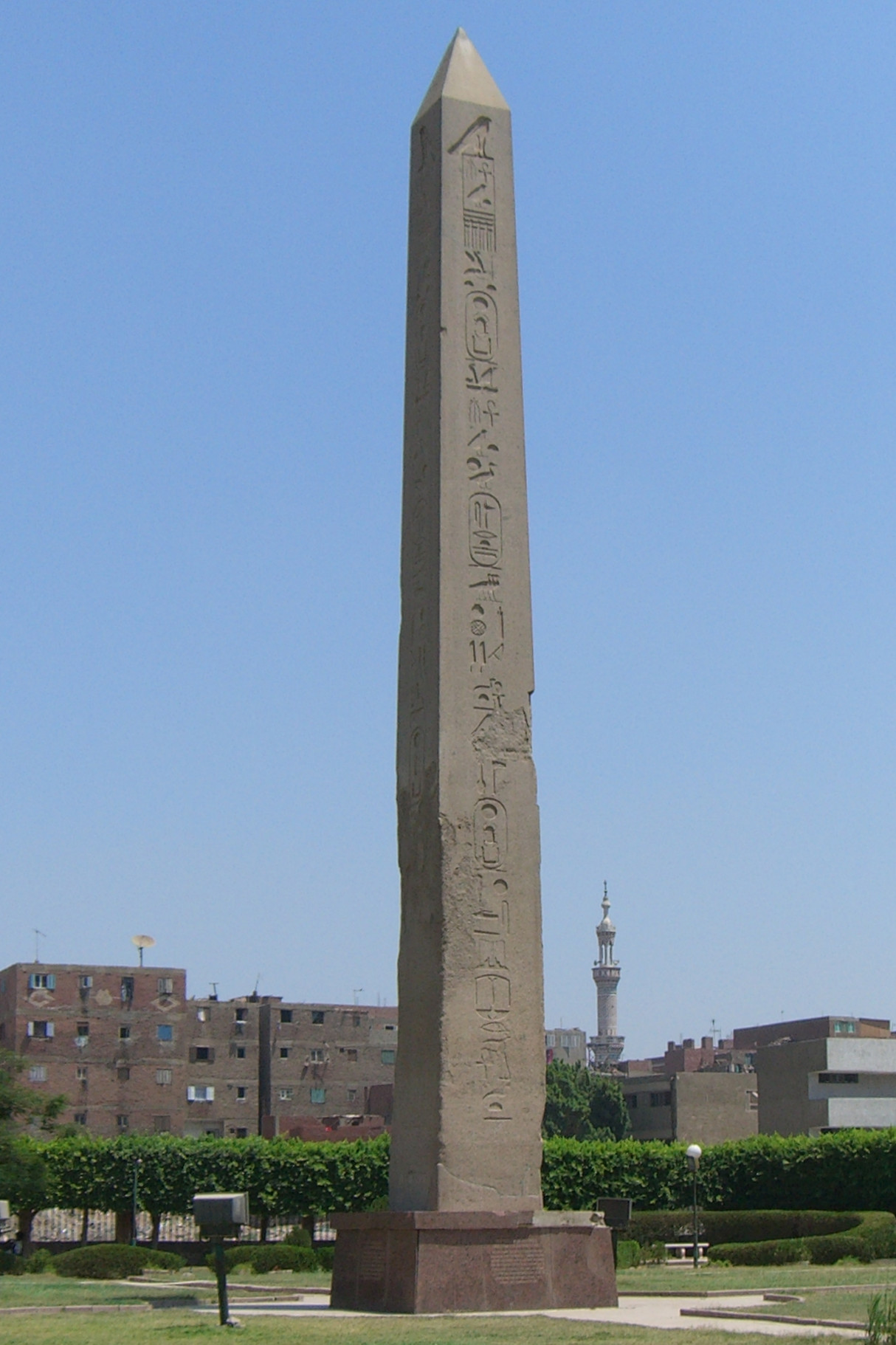
L'obelisc d'Heliòpolis

Senusret va dedicar particular atenció al culte a Osiris, que era el déu més popular entre els egipcis.
El faraó va participar en les construccions del seu pare a Karnak, i es creu que fou ell qui va construir el temple d'Ipetsut a Karnak i va reconstruir el temple de Re-Atom a Heliòpolis; en ocasió dels seus 30 anys com a rei, dos grans obeliscs de granit, de 20 metres i 121 tones de pes, foren erigits en aquest temple (un d'aquests es conserva i és l'obelisc més antic d'Egipte). Va construir la capella Blanca a Karnak (modernament reconstruïda) per celebrar el festival de Seth als trenta anys de regnat, però després els blocs del temple foren reutilitzats per a un tercer piló a Karnak; una escena a la capella fa referència a la coronació del faraó, i també és l'escena més antiga sobre el tema que es coneix.
Altres construccions en foren la reforma del temple de Khentiamentiu-Osiris a Abidos. També va aixecar algunes esteles i petites capelles o cenotafis a Abidos; un temple a Elefantina; un temple a Tod; i almenys es coneixen construccions del seu regnat en tres dotzenes de llocs entre Núbia i la costa mediterrània.
Per a les construccions, va enviar expedicions a buscar pedra al Wadi Hammamat, al Sinaí (a Serabit al-Khadim), a Hatnub (als anys 23 i 31 del seu regnat, que hi van buscar alabastre) i a Wadi al-Hudi. Una de les expedicions va portar pedres per fer 60 esfinxs i 150 estàtues. Una part d'aquestes obres s'ha conservat.
Va construir també una piràmide a Lisht, la piràmide de Senusret I, propera a la capital Itytawi, que s'ha trobat al sud de la piràmide del seu pare. La piràmide anomenada al seu temps "Senusret mira sota les dues terres" és actualment poc més que una ruïna. El temple de la vall no està exactament al costat de la calçada o avinguda i està enterrat per l'arena pendent d'excavació. El mur interior, fet de pedra amb panells de fins a cinc metres, és decorat amb relleus; el temple mortuori està completament en ruïnes i fou excavat el 1894; el pati té 24 pilars i s'hi va trobar un altar de granit amb inscripcions i relleus. Es va trobar l'estàtua original del rei amb un cos de 2,7 metres; també es van trobar 8 estàtues grans més i un forat amb 10 estàtues més del rei assegut en un bloc de pedra. L'entrada de la piràmide és sota el paviment d'una petita capella a la part nord, on un corredor porta a una cambra passant per una barrera de blocs de 20 tones cada peça. L'interior està embassat d'aigua i no pot ser explorat pels arqueòlegs moderns; en un corredor paral·lel fet per lladres, es van trobar alguns objectes.
El va succeir el seu fill Amenemhet II.